# Stanislav Králíček
Stanislav Králíček též Stanislaus Králíček nebo Stanislav Kraliček, od roku 1939 Carl Stanislaus Krumpholz (26. června 1896 – 7. května 1945), byl československý politik německé národnosti a meziválečný poslanec Národního shromáždění za Sudetoněmeckou stranu.

## Biografie
Po parlamentních volbách v roce 1935 se stal poslancem Národního shromáždění. Poslanecké křeslo ale nabyl až dodatečně roku 1937 poté, co rezignoval dosavadní poslanec Max Budig. V poslanecké sněmovně setrval do zrušení parlamentu v roce 1939, přičemž od října 1938 byl členem klubu německých poslanců.
14. března 1939 mu byl povolena úřední změna jména na Stanislaus Krumpholz.
Od 1. dubna 1939 byl členem NSDAP. Patřil do její místní skupiny v Brně. Po roce 1939 byl krajským vedoucím NSDAP v Brně. Koncem války byl odveden do wehrmachtu. Od 7. května 1945 byl evidován jako pohřešovaný voják.